# おみあい
おみあい(Die Brautschau, KHM 155)は、『グリム童話』に収録されている作品である。

## あらすじ
昔、あるところに羊飼いの若い男がいた。嫁が欲しくなったが相手が三人姉妹でどれも器量良しなので決められなかった。母親に相談してみると、娘を三人一緒に出してチーズを切らせ、どんな切り方をするのかよく見るよう言った。一番上の娘はチーズを外皮ぐるみほおばった。二番目の娘は皮を切ったが、あわてたのでいいところがたくさんついている皮を捨ててしまった。三番目の娘はちょうどいいぐあいに皮を切った。母親に報告すると、三番目の娘を嫁にするよう言った。二人は結婚し、何不自由なく暮らした。